# Nassau Village-Ratliff
Nassau Village-Ratliff è un census-designated place (CDP) degli Stati Uniti d'America, situato in Florida, nella contea di Nassau.